# Austrotachardiella nigra
Austrotachardiella nigra är en insektsart som först beskrevs av Townsend och Cockerell 1898.  Austrotachardiella nigra ingår i släktet Austrotachardiella och familjen Kerriidae. Inga underarter finns listade i Catalogue of Life.